# Robert B. Fox
Pour les articles homonymes, voir Robert Fox et Fox.
Robert Bradford Fox, né le 11 mai 1918 à Galveston (Texas) et mort le 25 mai 1985 à Baguio, est un préhistorien et anthropologue américain qui a accompli sa carrière aux Philippines. Spécialiste de la Préhistoire et de la Protohistoire des Philippines, il s'est notamment illustré par la découverte des fossiles de l'Homme de Tabon dans les années 1960 sur l'ile de Palawan.

## Formation
Robert Fox a fait des études en archéologie et anthropologie physique à l'université de Chicago. Son doctorat (PhD) obtenu dans cette même université porte sur l'anthropologie culturelle.

## Travaux
En 1958, Robert Fox dirige une équipe du Musée national des Philippines qui entreprend de vastes fouilles sur deux sites archéologiques situés à Calatagan, dans la province de Batangas. Son compte-rendu, publié en 1959, présente des artéfacts provenant de 505 tombes trouvées sur deux sites connus sous le nom de Kay Tomas et Pulong Bakaw.

### Homme de Tabon
Dans les années 1960, devenu chef de la division d'anthropologie du Musée national des Philippines, il dirige un projet de recherche archéologique de six ans à Palawan, axé principalement sur les grottes et les abris sous roche de Lipuun Point, dans la partie sud de l'île. Le site le plus remarquable sur lequel il travaille alors est le complexe des grottes de Tabon : la grotte principale a livré les seuls fossiles d'Homo sapiens du Pléistocène trouvés aux Philippines à ce jour. Les découvertes fossiles comprennent une calotte crânienne, des os de la mandibule, des dents et plusieurs autres os fragmentaires. Dénommés « Homme de Tabon », les fossiles humains appartiennent en réalité à plusieurs individus de différentes époques. Leur âge a été déterminé au moyen de la datation radiométrique, qui donne des dates entre 16 500 ± 2 000 ans avant le présent pour la calotte crânienne et 47 000 ± 11 000 ans avant le présent pour un fragment de tibia,. 

## Carrière
Robert Fox a activement servi le Musée national des Philippines de 1948 à 1975. En 1975, alors qu'il était consultant auprès du président philippin sur les questions anthropologiques et doyen de l'école Brent de Baguio, aux Philippines, il a un accident vasculaire cérébral qui l'empêche de poursuivre ses travaux d'enseignement et de recherche. Outre son service au Musée national, Fox a enseigné à l'université des Philippines et a été conseiller du Président concernant les minorités nationales. Une nécrologie est parue notamment dans le Journal of Asian Studies. 

## Publications
- Robert B. Fox, Pre-history of the Philippines, 1967, lire en ligne
- Robert B. Fox, The Archeological Record of Chinese Influences in the Philippines, in The Prehistory of the Philippines, 1967, p.41-62, lire en ligne
- Robert B. Fox, The Tabon Caves. Archaeological Explorations and Excavations on Palawan Island, Philippines, National Museum, 1970, lire en ligne
- Robert B. Fox, « The Philippine Paleolithic », in Early Paleolithic in South and East Asia, Fumiko Ikawa-Smith (dir.), Mouton, 1978,  (ISBN 90-279-7899-9),  (ISBN 978-90-279-7899-8)
- Robert B. Fox, The Philippines in Pre-Historic Times: A Handbook for the First National Exhibition of Filipino Pre-History and Culture, préface de Gcronima T. Peeson. Manila: The UNESCO on the Philippines, 1959.

## Récompenses
- Rizal Pro Patria Award, distinction remise par le Président de la République des Philippines en 1964[7].